# Ewa Klingberg
Ewa Charlotta Klingberg, född den 19 augusti 1953 i Öggestorp, är utbildad lärare och specialpedagog och har i sin lärarkarriär mestadels arbetat på högstadium. Ewa Klingbergs genombrott som romanförfattare kom 2015 med Stenhuggarens Dotter som är sjunde delen i serien Släkten, utgiven på förlaget Historiska Media.

## Biografi
Efter gymnasieexamen i Värnamo väntade ekonomistudier vid Philip Holmkvists Handelsinstitut i Göteborg. På 1980-talet skolade hon om sig till lärare och läste utbildningen på Lärarhögskolan i Växjö.  I slutet på 1990-talet läste Ewa till specialpedagog på Linköpings Universitet. 
2004-2017 skrev Ewa Klingberg över 50 noveller och följetongar till svensk veckopress. Hon medverkade exempelvis i Allers, Allas, Hemmets Veckotidning och Året Runt. Som frilansande skribent gjorde hon också 50-talet motorartiklar till tidningen Klassiker samt artiklar för tidningen Kattliv. Vidare har hon suttit som expert i tidningen Släkthistoria genom sitt gedigna släkt- och historieintresse.

## Familj
Ewa Klingberg är dotter till bankdirektören Brynolf Engstrand (född 1924) och hans hustru Margit (född Wetterholm 1924).
Hon är sedan 1976 gift med Ove Klingberg och tillsammans har de två barn.